# Andreas Schulz
Andreas Schulz (Monaco di Baviera, 3 marzo 1955) è un copilota di rally tedesco, specializzato nei rally raid, vincitore due edizioni dell Rally Dakar da navigatore della tedesca Jutta Kleinschmidt (2001) e del giapponese Hiroshi Masuoka (2003).
Vincitore di due Coppa del mondo rally raid col russo Leonid Novickij su BMW X3 del team X-Raid (2010 e 2011).

## Biografia
Navigatore di notevole esperienza nei rally raid, ha partecipato a diverse Dakar vincendone due.
Dal 2009 è passato allo squadrone tedesco BMW diretto da Sven Quandt, lo X-Raid Monster Energy.

## Palmarès

### Rally Dakar
| Anno | Mezzo              | Pilota             | Pos. |
| ---- | ------------------ | ------------------ | ---- |
| 2000 | Mitsubishi Pajero  | Hiroshi Masuoka    | 6º   |
| 2001 | Mitsubishi Pajero  | Jutta Kleinschmidt | 1º   |
| 2002 | Mitsubishi Pajero  | Jutta Kleinschmidt | 2º   |
| 2003 | Mitsubishi Pajero  | Hiroshi Masuoka    | 1º   |
| 2004 | Mitsubishi Pajero  | Andrea Mayer       | 5º   |
| 2007 | Volkswagen Touareg | Carlos Sousa       | 7º   |

### Altri risultati
2001
- al Rally Transibérico con Jutta Kleinschmidt su Mitsubishi Pajero

2004
- all'Abu Dhabi Desert Challenge con Hiroshi Masuoka su Mitsubishi Pajero

2007
- al Rally Transibérico con Carlos Sousa su Volkswagen Touareg

2010
- all'Abu Dhabi Desert Challenge con Leonid Novickij su BMW X3
- al Estoril-Portimão-Marrakech con Leonid Novickij su BMW X3
- al Rally di Tunisia con Leonid Novickij su BMW X3
- al Baja España-Aragón con Leonid Novickij su BMW X3
- al Rally del Marocco con Leonid Novickij su BMW X3
- in Coppa del mondo rally raid con Leonid Novickij su BMW X3

2011
- al Rally di Tunisia con Leonid Novickij su BMW X3
- all'Abu Dhabi Desert Challenge con Leonid Novickij su BMW X3
- al Italian Baja con Leonid Novickij su BMW X3
- in Coppa del mondo rally raid con Leonid Novickij su BMW X3